# 马尼亚克拉瓦勒
马尼亚克拉瓦勒（法語：Magnac-Laval，法語發音：[maɲak laval]）是法国新阿基坦大区上维埃纳省的一个市镇，属于贝拉克区。

## 地理
马尼亚克拉瓦勒（46°12'55"N, 1°10'1"E）面积72.22 平方千米，位于法国新阿基坦大区上维埃纳省，该省份为法国中西部省份，北起顺时针与安德尔省、克勒兹省、科雷兹省、多爾多涅省、夏朗德省和维埃纳省接壤。
与马尼亚克拉瓦勒接壤的市镇（或旧市镇、城区）包括：丹萨克、栋皮埃尔-莱塞格利斯、勒多拉、德鲁、吕萨克莱塞格利斯、圣莱热马尼亚泽、加尔唐普河畔圣旺、泰尔萨讷。

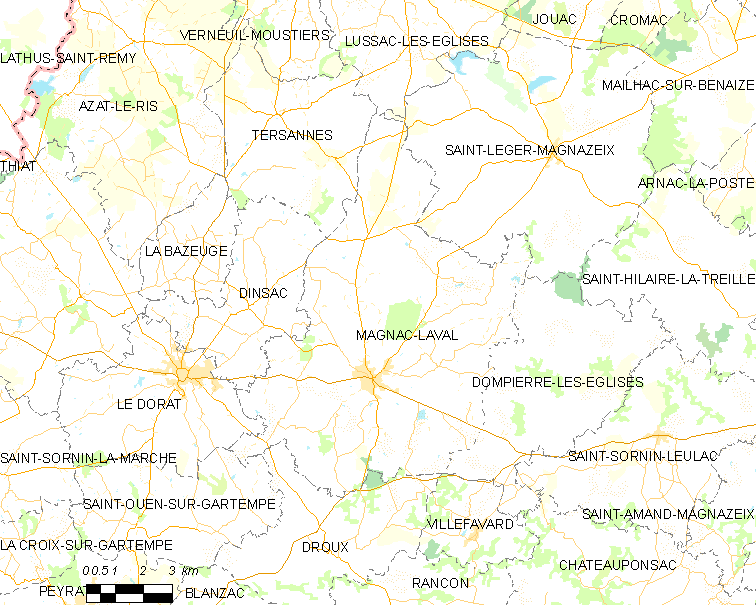
马尼亚克拉瓦勒的OSM定位图

马尼亚克拉瓦勒的时区为UTC+01:00、UTC+02:00（夏令时）。

## 行政
马尼亚克拉瓦勒的邮政编码为87190，INSEE市镇编码为87089。

## 政治
马尼亚克拉瓦勒所属的省级选区为沙托蓬萨克县。

## 人口

1962-2008年间马尼亚克拉瓦勒人口变化图示

马尼亚克拉瓦勒于2022年1月1日时的人口数量为1693人。